# Actinoptera tientsinensis
Actinoptera tientsinensis är en tvåvingeart som beskrevs av Chen 1938. Actinoptera tientsinensis ingår i släktet Actinoptera och familjen borrflugor. Inga underarter finns listade i Catalogue of Life.